# Campeonato Paraense de Futebol de 1994
O Campeonato Paraense de Futebol de 1994 foi a 82º edição da divisão principal do campeonato estadual do Pará. O campeão foi o Remo que conquistou seu 34º título na história da competição. O Paysandu foi o vice-campeão. O artilheiro do campeonato foi Alex, jogador do Remo, com 12 gols marcados.

## Participantes
| Equipe        | Cidade   | Títulos (mais recente) | Part. |
| ------------- | -------- | ---------------------- | ----- |
| Bragantino    | Bragança | 0 (não possui)         | 2     |
| Marituba      | Marituba | 0 (não possui)         | 3     |
| Paysandu      | Belém    | 36 (1992)              | 78    |
| Pinheirense   | Belém    | 0 (não possui)         | 18    |
| Remo          | Belém    | 33 (1993)              | 78    |
| Sport Belém   | Belém    | 0 (não possui)         | 28    |
| Tiradentes-PA | Belém    | 0 (não possui)         | 21    |
| Tuna Luso     | Belém    | 10 (1988)              | 60    |

## Premiação
| Campeonato Paraense de 1994 |
| Belém                       |
| --------------------------- |
| Remo Bicampeão (34º título) |